# Ейвон (Південна Дакота)
Ейвон (англ. Avon) — місто (англ. city) в США, в окрузі Бон-Ом штату Південна Дакота. Населення — 586 осіб (2020).

## Географія
Ейвон розташований за координатами 43°0′19″ пн. ш. 98°3′33″ зх. д. / 43.00528° пн. ш. 98.05917° зх. д. (43.005161, -98.059296).  За даними Бюро перепису населення США в 2010 році місто мало площу 1,66 км², уся площа — суходіл.

## Демографія
Згідно з переписом 2010 року, у місті мешкало 590 осіб у 256 домогосподарствах у складі 152 родин. Густота населення становила 356 осіб/км².  Було 313 помешкання (189/км²).
Расовий склад населення:
| - 94,1 % — білих - 3,1 % — корінних американців - 0,2 % — азіатів - 1,0 % — осіб інших рас |

До двох чи більше рас належало 1,7 %. Частка іспаномовних становила 2,0 % від усіх жителів.
За віковим діапазоном населення розподілялося таким чином: 28,3 % — особи молодші 18 років, 51,7 % — особи у віці 18—64 років, 20,0 % — особи у віці 65 років та старші. Медіана віку мешканця становила 39,8 року. На 100 осіб жіночої статі у місті припадало 90,9 чоловіків;  на 100 жінок у віці від 18 років та старших — 89,7 чоловіків також старших 18 років.
Середній дохід на одне домашнє господарство  становив 59 623 долари США (медіана — 46 750), а середній дохід на одну сім'ю — 69 098 доларів (медіана — 61 667). За межею бідності перебувало 5,1 % осіб, у тому числі 4,6 % дітей у віці до 18 років та 10,7 % осіб у віці 65 років та старших.
Цивільне працевлаштоване населення становило 340 осіб. Основні галузі зайнятості: освіта, охорона здоров'я та соціальна допомога — 36,5 %, роздрібна торгівля — 13,5 %, публічна адміністрація — 13,2 %.